# Dot Allison
Dorothy Elliot Allison, nota come Dot Allison (Edimburgo, 17 agosto 1969), è una musicista e cantante scozzese, che ha fatto parte della band One Dove. Ha inoltre intrapreso una carriera solista ed ha collaborato con numerosi artisti come cantante.

## Biografia

### Esordi con gli One Dove
Nata nel 1969 a Edimburgo, comincia la carriera musicale nel 1991, anno in cui fonda la sua prima band, gli One Dove. Del gruppo fanno parte anche Ian Carmichael e Jim McKinven, entrambi addetti alle tastiere ed agli effetti elettronici. Il gruppo comincia a farsi notare tramite la pubblicazione di diversi singoli (Fallen, Transient Truth, Breakdown) tra il 1991 ed il 1993. Di questi brani vengono fatti anche dei remix, ad opera tra l'altro di William Orbit e Andrew Weatherall, che accrescono il seguito del gruppo.
Proprio Weatherall si affeziona al gruppo e decide di collaborarvi come produttore.
Nel 1993 esce l'album d'esordio degli One Dove, intitolato Morning Dove White. Il disco si caratterizza di un mix tra musica ambient e deep house. Nello stesso anno vengono diffusi numerosi remix e cover delle canzoni presenti nell'album. Proficui, in particolare, gli interventi di Stephen Hague per il remix di Whit Love (edita in sette versioni diverse) e degli Underworld per Why Don't You Take Me.
A questo punto la band si concede una pausa di tre anni, durante i quali i diversi membri rimangono uniti, tuttavia senza pubblicare nulla (solo inediti per le radio). Nel 1996 il gruppo si scioglie, con la Allison che decide di tentare la carriera solista.

### Solista e varie collaborazioni
Passano tre altri anni e Dot pubblica il suo esordio da solista. Si tratta di Afterglow (1999), un album in cui spiccano figure come Hal David (storico collaboratore di Burt Bacharach) come coproduttore, Kevin Shields (My Bloody Valentine) come chitarrista, gli Arab Strap come remixer, Gary Mounfield (Stone Roses, Primal Scream) come bassista e Richard Fearless (Death in Vegas) come aiuto-produttore e remixer.
Per quanto riguarda lo stile musicale, Afterglow si caratterizza di un cantautorato con una forte attitudine dream pop. I testi mescolano storie malinconiche e di sofferenza a esperienze misteriose ed inquietanti. Dal disco vengono estratti quattro singoli: Close Your Eyes, Colour Me, Message Personel e Mo'Pop.
Dopo un anno passato in tour a girare il mondo ed a comporre nuovo materiale, Dot Allison torna nel 2002 con diversi singoli (Remixes, Sampler, Strung Out e Substance) che anticipano l'uscita del secondo album. Nel frattempo collabora con Dave Fridmann (produttore di Mercury Rev e Mogwai) e Keith Tenniswood (Two Lone Swordsmen). Come al solito vengono prodotti anche diversi remix, ad opera anche di Felix da Housecat, Slam e Radioinactive Man.
Sempre nel 2002 esce l'album We Are Science. In esso le chitarre scompaiono del tutto, appannaggio di synth e strumenti elettronici, con il groove che viene sostituito da una drum machine. I testi rimangono personali ed ombrosi. 
Tra il 2002 ed il 2003, inoltre, la Allison intraprende un tour mondiale con i Massive Attack, con i quali compone anche due canzoni. Collabora anche con Pete Doherty, insieme a cui prende parte ad un tour acustico chiamato Bilo Albino. Con lui compone anche diverse canzoni e diventa parte attiva sia dei Libertines che dei Babyshambles (i due gruppi di Doherty).
Nel 2004 torna a collaborare con Slam per un 12". La canzone Aftersun, cantata con i Massive Attack, compare nel film Danny the Dog (2004), ma non nell'album omonimo. Sul finire del 2004 Dot torna in studio per registrare nuovo materiale personale, mettendo da parte le diverse collaborazioni intraprese nel tempo.
Nel 2006 pubblica l'EP Beneath the Ivy, prodotto da Tom Simenon e Geoff Smith e masterizzato da Mark Kramer (Low, Galaxie 500).
Nello stesso periodo duetta con Bobby Gillespie (Primal Scream) nella canzone Up Against the Wall Red Neck Mother.
Tra il 2006 ed il 2007 registra il suo terzo album solista, ossia Exaltation of Larks, prodotto da Mark Kramer. Subito dopo ritorna live, insieme a musicisti provenienti da gruppi di diversa estrazione (Massive Attack, The Fall, Bad Seeds, Tindersticks, Tokyo Windbag).
Nel settembre 2009 pubblica Room 7½ (prodotto da Rob Ellis). A questo album partecipa Pete Doherty come coautore, mentre Paul Weller compare in Love's Got Me Crazy.
Canta nei film Triangle e Black Death - Un viaggio all'inferno, entrambi diretti da Christopher Smith, nonché nella colonna sonora della serie TV Henry VIII: Mind of a Tyrant.
Nel 2010 ha pubblicato l'EP Cry, mentre nel 2012 ha pubblicato la raccolta Pioneers 1.

## Vita privata
È sposata con il musicista Christian Henson e vive a Londra.

## Discografia

### Album studio
Con gli One Dove
- 1993 - Morning Dove White

Solista
- 1999 - Afterglow
- 2002 - We Are Science
- 2003 - Acoustic (edizione limitata)
- 2007 - Exaltation of Larks
- 2009 - Room 7½
- 2009 - Acoustic 2 (edizione limitata)
- 2012 - Pioneers 1 - Dot Allison (raccolta)
- 2021 - Heart Shaped Scars
- 2023 - Consciousology

### EP
- 2002 - Strung Out
- 2002 - Sampler
- 2006 - Beneath the Ivy
- 2010 - Cry

### Remix
- 2000 - Saint Etienne - How We Used To Live
- 2001 - Ruby - Beefheart